# رندة الشهال
رندة الشهال (11 ديسمبر 1953 - 25 أغسطس 2008)، مخرجة سينمائية لبنانية. عرفت بعدد من أفلامها الروائية ذات القضايا والأبعاد السياسية. من مواليد مدينة طرابلس اللبنانية لعائلة مسلمة سنية ذات توجهات شيوعية العام 1953. كانت رندة الشهال مخرجة جريئة انجزت افلاما حميمية ملتزمة وبرعت في الوثائقي أكثر منه في الروائي وظلت يسارية بعد أن ارتد الكثيرون عن قناعاتهم في لبنان وظلت طموحة متمردة.

## حياتها
ولدت في طرابلس عام 1953. أظهرت ميل وشغف إلى عالم السينما منذ صغرها. درست الإخراج في باريس التي جاءتها عام 1973 في السوربون. وفي معهد لويس لوميير انجزت عددا من الافلام الوثائقية كان اولها «خطوة بخطوة» عام 1978 الذي تناول الحرب والتدخل الخارجي في لبنان. ثم قدمت عددا من الأعمال الوثائقية وفيلم تلفزيوني عرضته قناة «آرتي» الفرنسية. وبنفس الحقبة، انجزت رندة الشهال أحد أهم افلامها الوثائقية وهو «حروبنا الطائشة» الذي صورت فيه الحرب الاهلية اللبنانية من خلال افراد عائلتها ومسؤوليتهم وعلاقتهم بهذه الحرب في مزيج غير معهود بين العام والخاص. ونال هذا الفيلم عام 1995 جائزة الفيلم الوثائقي في بيانالي السينما العربية في باريس. وفي عام 1984 انجزت فيلما وثائقيا عن الشيخ امام. وفي عام 2000 صورت حياة سهى بشارة المحررة من معتقل الخيام. وصورت فيديو كليب للمغنية التونسية لطيفة لأغنية «معلومات مش اكيدة» التي كتب كلماتها ووضع موسيقاها الفنان زياد الرحباني كما تعاونت معه لوضع الموسيقى التصويرية لفيلمها «طائرة من ورق». وتوفيت في باريس حيث تقيم منذ 25 عاما في 25 أغسطس 2008 بعد صراع مع المرض ودفنت في مسقط رأسها مدينة طرابلس اللبنانية.

## أعمالها

### أفلامها
أخرجت رندة الشهال عددا من الأفلام الروائية الطويلة:
- أولها «شاشات الرمل» العام (1991) والذي تناول صداقة حميمة بين امرأتين.[2]
- «حروبنا الطائشة» الذي حاز على جائزة من معهد العالم العربي في باريس العام 1996
- «الكافرون» الذي تدور أحداثه في القاهرة حول متطرفين إسلاميين وأجانب فرنسيين مقيمين في القاهرة.
- «متحضرات» (1999)، عرض في مهرجانات دولية وحاز جائزتين وهو الذي أصرت الرقابة اللبنانية على اقتطاع 45 دقيقة منه بحجة «الألفاظ النابية والخروج عما يحتمله الذوق العام»،[3] إلا أن الشهال رفضت الأمر واعتبرت السبب بأن الفيلم «يحمل اللبنانيين مسؤولية الحرب الأهلية».[4]
- طيارة من ورق (2003)، من إنتاج الفرنسي الراحل امبير بلزان، وتدور قصته في قرية للدروز مقسمة بين حدود لبنان وسوريا وقسم تحتله إسرائيل. الفيلم نال الجائزة الفضية في مهرجان فينيسيا السينمائي وأقيم للفيلم احتفال كبير في بيروت ومنحت خلاله وسام الأرز من رتبة فارس تقديرا لأعمالها.

آخر مشروعاتها السينمائية الذي كان في طور التكوين فيلم كوميدي موسيقي "Too bad for them" كان يفترض أن يقوم ببطولته هيفاء وهبي والإسبانية فيكتوريا أبريل والفرنسية فاهينا جيو كانتي من كتابتها وإخراجها، إلا أن المرض أعاقها عن اكماله.

### فيديو كليبات
- أمنلي بيت، لطيفة

## وصلات خارجية
- رندة الشهال على موقع IMDb (الإنجليزية)
- رندة الشهال على موقع ألو سيني (الفرنسية)
- رندة الشهال على موقع أول موفي (الإنجليزية)
- رندة الشهال على موقع قاعدة بيانات الفيلم (الإنجليزية)
- رندة الشهال على موقع كينوبويسك (الروسية)

- هوامش على رحيل المخرجة رندة الشهال... سينما قدمت الإنسان من حيث لم نتوقع، إبراهيم العريس، جريدة الحياة، تاريخ النشر 29 أغسطس 2008
- رندة الشهال على قاعدة بيانات الأفلام العربية.